# Tomáš Janů
Tomáš Janů (Příbram, 17 settembre 1973) è un ex calciatore ceco, di ruolo difensore.

## Palmarès

### Club

#### Competizioni nazionali
- Campionato ceco: 3

Slovan Liberec: 2001-2002, 2005-2006, 2011-2012